# Хрусловка
Хрусловка — село в Венёвском районе Тульской области России.
В рамках административно-территориального устройства входит в Метростроевский сельский округ Венёвского района, в рамках организации местного самоуправления включается в Центральное сельское поселение.

## География
Расположено в 46 км к северо-востоку от Тулы и в 6 км к северо-западу от райцентра города Венёв.

## Население
| 2002 | 2010 |
| ---- | ---- |
| 339  | ↗357 |

Население — 357 чел. (2010).